# 繁星的光芒呀／宛如等待夏日的风帆
《繁星的光芒呀／宛如等待夏日的风帆》（日语：/）是日本摇滚樂團ZARD的第40張單曲，2005年4月20日發行。CD编号为JBCJ－6006。《宛如等待夏日的风帆》作曲者大野爱果翻唱了此单曲并收录在她的专辑Silent Passage。

## 概要
- 自前作以来5个月发售的第十一张单曲，继《即使悠游在爱里疲惫不堪／Boy》以后的双A面单曲。在《即使悠游在爱里疲惫不堪／Boy》双A面中，第二首歌曲上几乎被放到了B面，这次为动画演唱效果影响很大，两首歌曲完全被放到了A面。
- 此曲为《梦见明日》以来第4回（包含剧场版在内为5回）为《名侦探柯南》演唱歌曲。

## 收录曲
1. 繁星的光芒呀 （星のかがやきよ）
作詞：坂井泉水
作曲：大野愛果
編曲：叶山武
  - 坂井泉水说，“此曲是在较集中并且很短的时间内创作出来的，创作成为有“亮闪闪的星星”的感觉，并且从孩子到老人可以很简单的记住的像童谣一样的歌曲。作曲大野愛果，编曲为在《Get U're Dream》以后相隔五年5年的再次担任編曲的叶山武。
  - 日本电视台播放•读卖电视台制作动画名侦探柯南片头曲。
2. 宛如等待夏日的风帆 （夏を待つセイル（帆）のように）
作詞：坂井泉水
作曲：大野愛果
編曲：叶山武
  - “踏踏实实的花时间创作，考虑剧场版的剧情、音乐的选曲等。受到了导演的信息指导，在严密的计算中重视的使用，并且亲自指导”。
  - 全国东宝特约播发《名偵探柯南：水平線上的陰謀》主题曲。
3. 繁星的光芒呀（Instrumental）
作曲：大野愛果
編曲：叶山武
4. 宛如等待夏日的风帆（Instrumenrtal）
作曲：大野愛果
編曲：叶山武

## 收录专辑
- 君とのDistance（#1,2）
- Golden Best 〜15th Anniversary〜（#1,2）
- THE BEST OF DETECTIVE CONAN 〜The Movie Themes Collection〜（#2）
- THE BEST OF DETECTIVE CONAN 3 〜名探偵コナン テーマ曲集3〜（#1,2）
- ZARD Single Collection 〜20TH ANNIVERSARY〜（#1,2）

| 动画《名侦探柯南》片头曲 2005年4月18日 - 2005年9月12日    |                             |                                        |
| 前作: 愛内里菜 《START》                                  | ZARD 《繁星的光芒呀》       | 次作: 倉木麻衣 《Growing of my heart》 |
| 剧场版 名侦探柯南 主题曲 2005年 名侦探柯南 水平线上的阴谋 |                             |                                        |
| 前作: 愛内里菜 《Dream×Dream》                            | ZARD 《宛如等待夏日的风帆》 | 次作: B'z 《唯一绝不动摇的东西》       |